# Sur le suicide raisonnable
Sur le suicide raisonnable est le seizième traité des Ennéades, et neuvième livre de la première Ennéade qui traite de morale, rédigé par Plotin. Celui-ci prend pour sujet le suicide, et du fait qu'il ne peut être légitime.